# تپه حسینعلی یکدانگ
تپه حسینعلی یکدانگ مربوط به دوره هخامنشی است و در شهرستان دورود، بخش سیلاخور، دهستان چالانچولان، ۱۰۰ متری جنوب غربی روستای یکدانگ واقع شده و این اثر در تاریخ ۸ بهمن ۱۳۸۵ با شمارهٔ ثبت ۱۷۱۰۰ به عنوان یکی از آثار ملی ایران به ثبت رسیده‌است.